# Петропавловское сельское поселение (Татарстан)
Петропавловское се́льское поселе́ние — муниципальное образование в Новошешминском районе Татарстана Российской Федерации.
Административный центр — село Слобода Петропавловская.

## История
Статус и границы сельского поселения установлены Законом Республики Татарстан от 31 января 2005 года № 36-ЗРТ «Об установлении границ территорий и статусе муниципального образования "Новошешминский муниципальный район" и муниципальных образований в его составе».

## Население
| 2010 | 2011 | 2012 | 2013 | 2014 | 2015 | 2016 |
| ---- | ---- | ---- | ---- | ---- | ---- | ---- |
| 798  | ↘797 | ↘771 | ↘767 | ↘751 | ↘743 | ↗761 |
| 2017 | 2018 |      |      |      |      |      |
| ↘751 | ↘739 |      |      |      |      |      |

## Состав сельского поселения
| № | Населённый пункт        | Тип населённого пункта       | Население |
| - | ----------------------- | ---------------------------- | --------- |
| 1 | Андреевка               | деревня                      |           |
| 2 | Лебедка                 | деревня                      |           |
| 3 | Слобода Петропавловская | село, административный центр |           |